# Alakos és arcos edény
Az alakos és arcos edények emberarcot mintázó cserépedények, melyeken az arcot a ráragasztott szem, fül, orr stb. teszi plasztikussá. A legelső ismert darabok az észak mezopotámiai Számarra kultúrához tartoznak.

## Története
Az emberiség történetének az újkőkor, vagy neolitikum fontos időszaka volt, mivel az  újkőkori forradalom hozta létre az emberi civilizációk legalapvetőbb vívmányait. Az addig vándorló, vadászó-gyűjtögető népek e korban már állandó településeket hoztak létre. Ők voltak az első földművelők, és ekkor kezdődött az állattartás is a vadállatok háziasításával, és a neolitikum fontos vívmányai közé tartozott a szövés és az agyagedények készítése is.
Az alakos, arcos edények, vagy emberarcot mintázó cserépedények, melyeknek legelső ismert darabjai az észak mezopotámiai Számarra kultúrához tartoznak. Megtalálható azonban a neolitikus anatóliai kultúrákban és a Kárpát-medence területén is.
A neolitikum idején az agyagedényeket még fazekaskorong nélkül, hurkatechnikával készítették. A legszebb edények akár 2–3 mm vékony falúak is lehettek, oldalukat fényesre polírozták, és gazdag karcolt-festett mintákkal díszítették. A minták általában egyszerű, geometrikus motívumok, egyenes vagy hullámvonalak, ívelt, egymásba kapcsolódó szalagok, háromszögekből, téglalapokból álló, fésű vagy létra alakú minták.
Az újkőkori kerámiaművesség jellegzetes darabjai az ún. arcos edények. Ilyenek például a szakálháti kultúra arcos edényi is. Ezek az edények nagyméretűek, általában 60–150 cm magas tárolóedények voltak, hengeres nyakúak, nagy, ívelt, az edény feneke felé összeszűkülő hassal. A szakálháti kultúra arcos edényeinek jellegzetessége, hogy az arcábrázolás alatt karcolt M alakú minta található. Pontosan nem tudjuk, hogy az „M” szimbólum mit jelent, néhány kutató termékenységszimbólumként értékelte, mások a vízzel hozták összefüggésbe.
A nagyméretű arcos edények alapvetően gabona, esetleg víz tárolására szolgáló edények lehettek, de a spirituális-vallási élettel is kapcsolatba hozhatók. Az arcos edények illetve az arcrészt ábrázoló töredékeik gyakran kerülnek elő áldozógödrökből.
Az arcos edények nyakán, az edények pereme alatt az újkőkori fazekasok emberi arcot ábrázoltak, a szemeket és a szájat kis, vízszintes vonalak jelzik, apró bütyökdísz ábrázolja az orrot, ritkán még az emberi füleket is ábrázolták egy plasztikus bordával, néhány edényen pedig karcolt vonalakkal a hajviseletet is megrajzolták.

## Emberalakos, arcos edények a Kárpát medencében
- Tisza-kultúra: Kökénydombi vénusz (Kr. e. 4045-30450), Tiszafüredi bronzkori edény
- Baden-péceli kultúra: Centeri emberarcos urnák (Kr. e. 2570-2100)
- Dunántúli vonaldíszes kerámiák: Törökbálint-Dulácska, Ember alakú ülő szoboredényBiatorbágy, Kétarcú edény